# ショウヘイ (歌手)
ショウヘイ（1996年12月16日 - ）は、韓国で活動している日本人歌手。韓国のトロットアイドルグループ・MYTROのメンバー。SMエンタテインメントのプレデビューチーム・SMルーキーズ出身。本名は松島正平（まつしま しょうへい）。

## 来歴

### 生い立ち
1996年12月16日、福岡県福岡市で生まれる。⾼校在学中にEXOのセフンに影響を受け、K-POPアイドルに興味を持つようになる。その後、福岡のエイベックス・アーティストアカデミーに特待⽣として所属し、プロを目指していた。2017年には、練習⽣グループ「BXB」のメンバーとして、BE:FIRSTのLEOらとともに活動。21歳となった2018年にSMエンタテインメントに入社。

### SM入社・SMルーキーズ
2022年7月2日、のちにRIIZEとしてデビューするウンソク・スンハンと共に、SMエンタテインメントのプレデビューチーム・SMルーキーズのメンバーとして公開された。11月17日からは、日本テレビのバラエティ番組『What's NCT!? 〜welcome to NCT Universe〜』に出演。

### デビュー断念
2023年1月25日、『What's NCT!? 〜welcome to NCT Universe〜』の最終話にて、SM統括プロデューサーであるイ・スマン氏から、ウンソク・スンハンと共に年内のデビューが確定したことが発表された。NCTの日本拠点グループとしてデビューの準備をしていたが、5月24日、健康上の理由（腰椎椎間板ヘルニア）で、新グループに合流しないことが発表された。

### MYTROとしてデビュー
その後は日本で療養生活をしていたが、ある日、SMからトロットアイドルグループ・MYTRO合流の提案を受け、再び渡韓。2024年9月13日、TV朝鮮のバラエティ『真心姉さん』で、メンバーとして初公開された。
2025年1月24日より、SMエンタテインメントの日本グループ会社・SMEJ Plusが運営する韓国情報サイト「PIVIm」にて、新連載「正平創庫」がスタート。

## 出演

### テレビ番組
- What's NCT!? 〜welcome to NCT Universe〜（2022年11月17日 - 2023年1月25日、日本テレビ）[4]

### 雑誌
- WWD KOREA 夏号（2023年）[3]

### イベント
- ピーター・ドゥ 2023年春夏コレクション（2022年9月13日）[13]

### 連載
- 正平創庫（2025年1月 - 、PIVIm）[12]

### 公演
- SMTOWN LIVE 2022 : SMCU EXPRESS @HUMAN CITY_SUWON（2022年8月20日、水原ワールドカップ競技場）[14]
- SMTOWN LIVE 2022 : SMCU EXPRESS ＠TOKYO（2022年8月27日 - 29日、東京ドーム）[15]